# Veldspaat

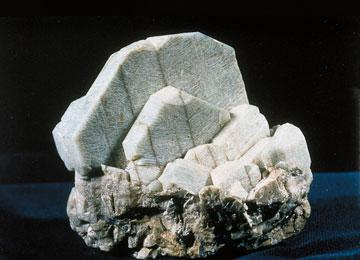
Veldspaat

Veldspaat is de naam voor een groep van gesteentevormende mineralen die naar schatting 60% van de aardkorst vormen. Het zijn aluminium-tectosilicaten; silicaten waarbij de silica tetraëders in een driedimensionaal patroon gerangschikt zijn.
Het woord veldspaat is afkomstig van het Duitse woord Feldspat, dat in de 18e eeuw in de mineralogie in gebruik raakte voor dit mineraal, en is opgebouwd uit Feld (veld) en Spat (gesteente dat gemakkelijk in schilfers gekliefd kan worden).

## Eigenschappen
Er zijn drie typen veldspaat:
- Kalium-aluminiumsilicaten
- Natrium-aluminiumsilicaten
- Calcium-aluminiumsilicaten

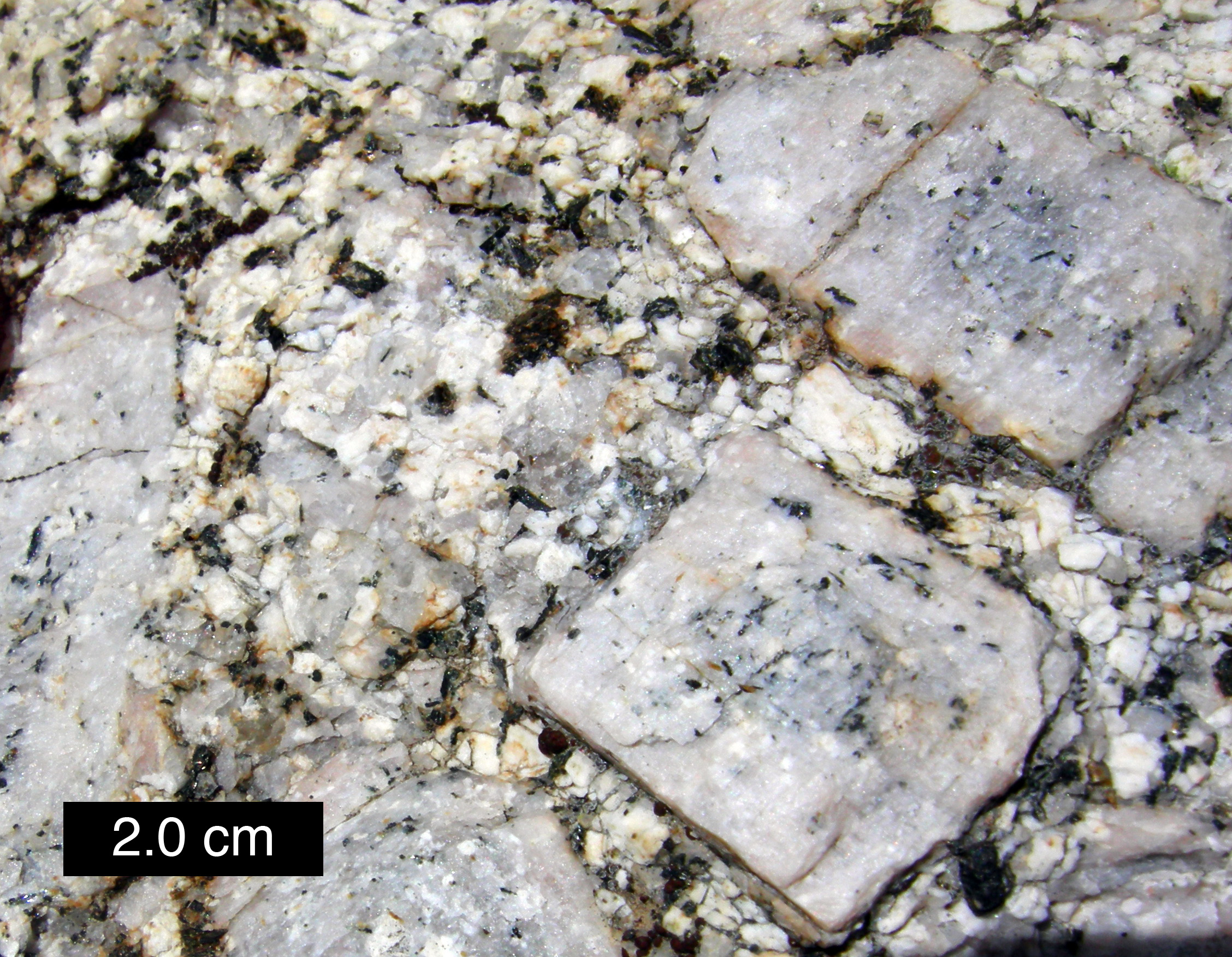

Ook de isomorfe mengsels van deze drie verbindingen behoren tot de veldspaatgroep. Gewoonlijk worden de veldspaten onderverdeeld in de:
- kaliveldspaatreeks - (Na,K)-veldspaten ; Orthoklaas
- plagioklaasreeks - (Na,Ca)-veldspaten; Albiet - Anorthiet

De twee reeksen vormen zogenaamde vaste oplossingen. Bij de plagioklazen hebben de intermediaire veldspaten een naam afhankelijk van de samenstelling.

### Kaliveldspaten
- Orthoklaas - KAlSi3O8
- Sanidien
- Anorthoklaas
- Microklien

### Plagioklazen
- Albiet - NaAlSi3O8
- Oligoklaas
- Andesien
- Labradoriet
- Bytowniet
- Anorthiet - CaAl2Si2O8

De kristallografie van de veldspaten varieert sterk met de samenstelling en is vrij complex. De symmetrie varieert van monoklien tot triklien. Algemeen komen meerdere systemen van splijting voor, ook bestaan er hoge en lage temperatuursvormen.
Er zijn ook veldspaten met een afwijkende samenstelling:
- Celsiaan - BaAl2Si2O8
- Buddingtoniet - NH4AlSi3O8
- Rubiklien - RbAlSi3O8

Deze afwijkende veldspaten zijn zeldzaam tot zeer zeldzaam.